# Buffy Sainte-Marie

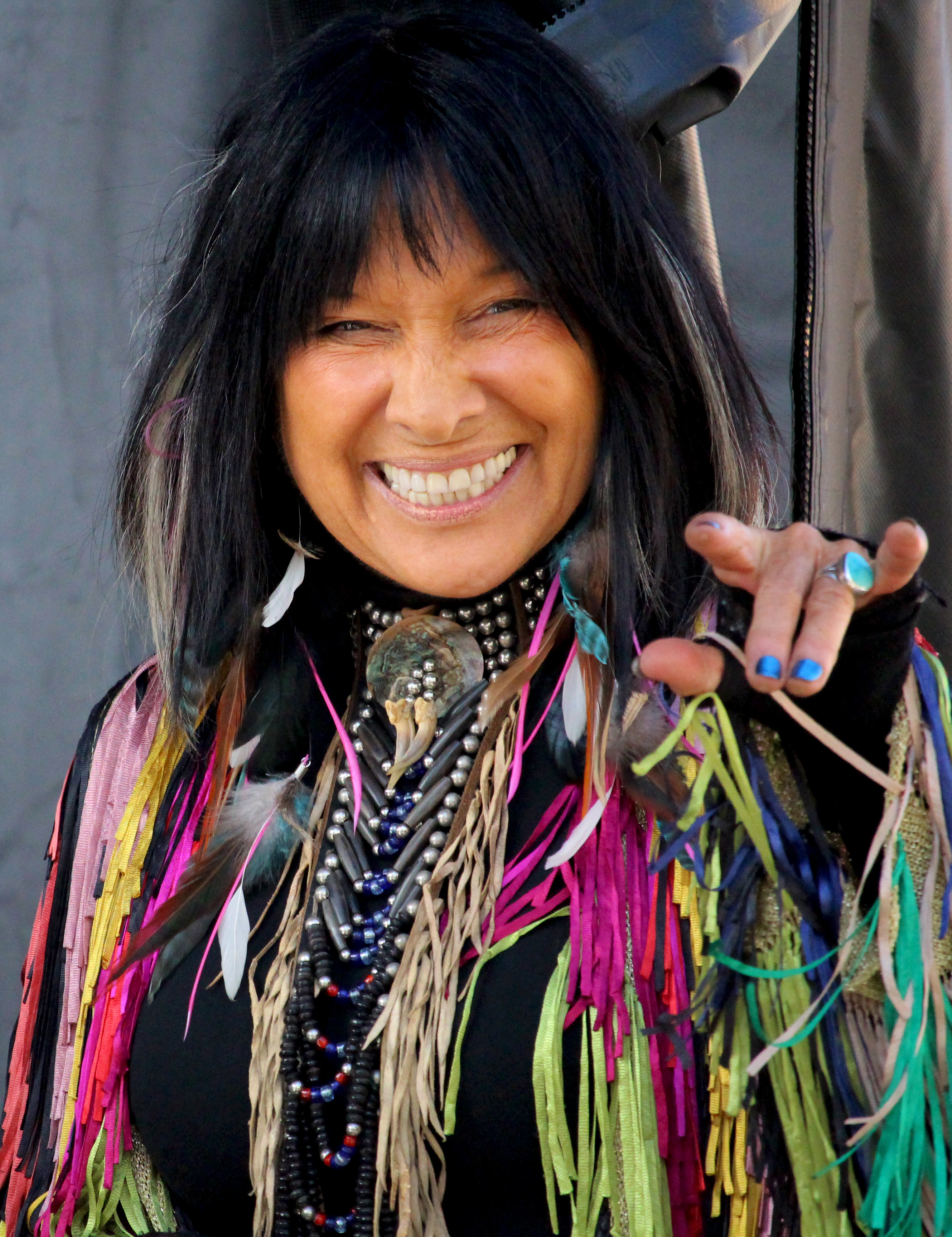
Buffy Sainte-Marie (2015)

Buffy Sainte-Marie (* 20. Februar 1941, laut eigener Aussage in Sebago (Maine) oder in Kanada; eigentlich: Beverley Jean Santamaria) ist eine italoamerikanische Musikerin, Komponistin, darstellende Künstlerin, Lehrerin und Sozialaktivistin, laut ihrer Geburtsurkunde wurde sie in Stoneham, Massachusetts geboren.

## Biografie

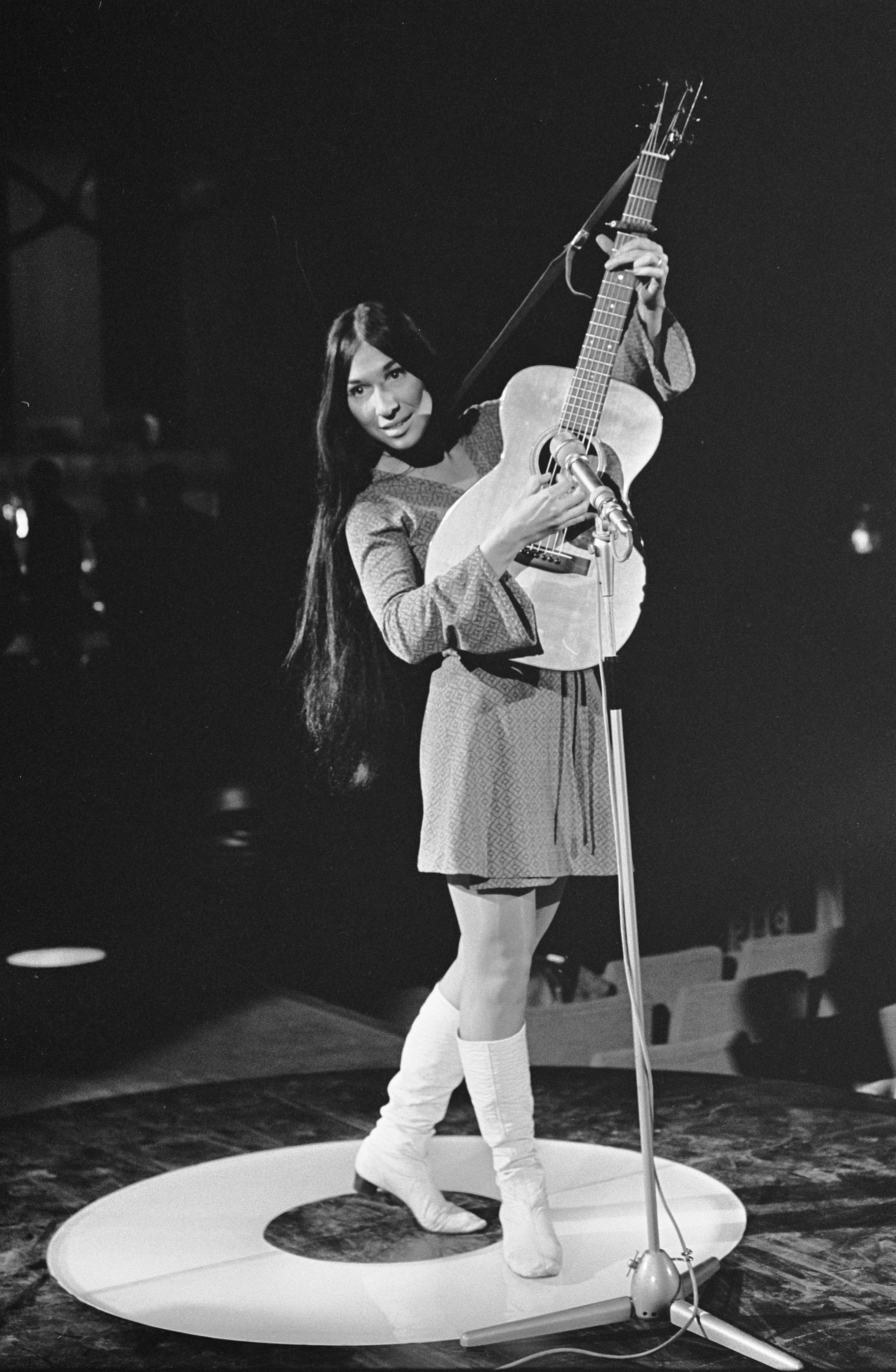
Buffy Sainte-Marie (1968)

Buffy Sainte-Marie wurde laut ihrer Aussage als Tochter von im Cree-Reservat im Tal des Qu’Appelle River in der kanadischen Provinz Saskatchewan ansässigen Cree-Indianern geboren. Später wurde sie von Mi’kmaq-Indianern adoptiert und wuchs in den US-Bundesstaaten Maine und Massachusetts, vor allem in Wakefield, auf.
Buffy Sainte-Marie studierte Östliche Philosophie und Pädagogik an der University of Massachusetts Amherst. Sie erwarb einen Doktorgrad in Bildender Kunst, ein Lehrerdiplom und eines in östlicher Philosophie.
In den 1960er Jahren schrieb sie den Protestsong Universal Soldier und das Liebeslied Until It's Time for You to Go.
Bevor Sainte-Marie im New Yorker Gaslight Cafe 1962 ihre Gesangskarriere mit Eigenkompositionen begann, spielte sie an Amateurbühnen Theater.
In einigen ihrer Lieder, etwa dem epischen My Country ’Tis of Thy People You’re Dying, machte sie auf das den amerikanischen Ureinwohnern angetane Unrecht aufmerksam, was dazu führte, dass sie von vielen US-Rundfunksendern nicht mehr gespielt wurde. Buffys Interpretation des von Joni Mitchell geschriebenen Songs The Circle Game wurde als Titelmusik in dem sozialkritischen Film Blutige Erdbeeren verwendet, der sich mit der Niederschlagung von Studentenprotesten Ende der 1960er Jahre in den USA befasst. Aus ihrer Feder stammt auch die Titelmelodie zu dem gesellschaftskritischen Spätwestern Soldier Blue von 1970 (deutscher Titel: Das Wiegenlied vom Totschlag).
Sainte-Marie singt und spielt Gitarre. Ihre ersten drei Alben waren Folk-orientiert. Auffällig sind das starke, schnelle, oft anklagende Vibrato ihrer Stimme und der Einsatz des Mundbogens. Ende der 1960er Jahre verwendete sie einen Buchla-Synthesizer für die Aufnahmen zu ihrem Album Illuminations, das sich zwar schlecht verkaufte, jedoch später in die legendäre Wireliste The Wire’s „100 Records That Set the World on Fire (While No One Was Listening)“ aufgenommen wurde.
Zwischen 1976 und 1981 erschien Buffy regelmäßig in der Kindersendung Sesamstraße und verschaffte jüngeren, hauptsächlich nordamerikanischen Fernsehzuschauern einen Eindruck von der Lebensweise der Prärie- und Pueblo-Indianer.
Das Lied Up Where We Belong, gesungen von Joe Cocker und Jennifer Warnes für den Film Ein Offizier und Gentleman, brachte ihr 1982 einen Oscar ein.
An der Seite von Pierce Brosnan spielte Buffy Sainte-Marie im Fernsehfilm The Broken Chain von 1993 mit.
Ihre Lieder wurden von zahlreichen Künstlern interpretiert, darunter Chet Atkins, Cher, Neil Diamond, Donovan, Erasure, Janis Joplin, Kanye West, Phil Ochs, Elvis Presley, Taj Mahal, Eva Cassidy, Barbra Streisand, Evie Sands, First Aid Kit, Bettina Wegner und Nancy Sinatra.
Mittlerweile werden auch ihre Digitalkunstwerke ausgestellt, so im Glenbow Museum in Calgary und im American Indian Arts Museum in Santa Fe.
Sie lebt auf Hawaii.

## Ehrungen
Buffy Sainte-Marie wurde 1997 zum Officer of the Order of Canada ernannt, dieser Titel wurde ihr im Februar 2025 jedoch aufgrund von Enthüllungen als Pretendian wieder aberkannt. 1999 wurde sie mit einem Stern auf Canada’s Walk of Fame geehrt. Seit 1996 erhielt sie drei Ehrendoktortitel von kanadischen Universitäten. 1995 wurde sie in die Canadian Music Hall of Fame sowie 2009 in die Canadian Country Music Hall of Fame aufgenommen. 2022 wurde sie in die American Academy of Arts and Sciences gewählt.

## Diskografie

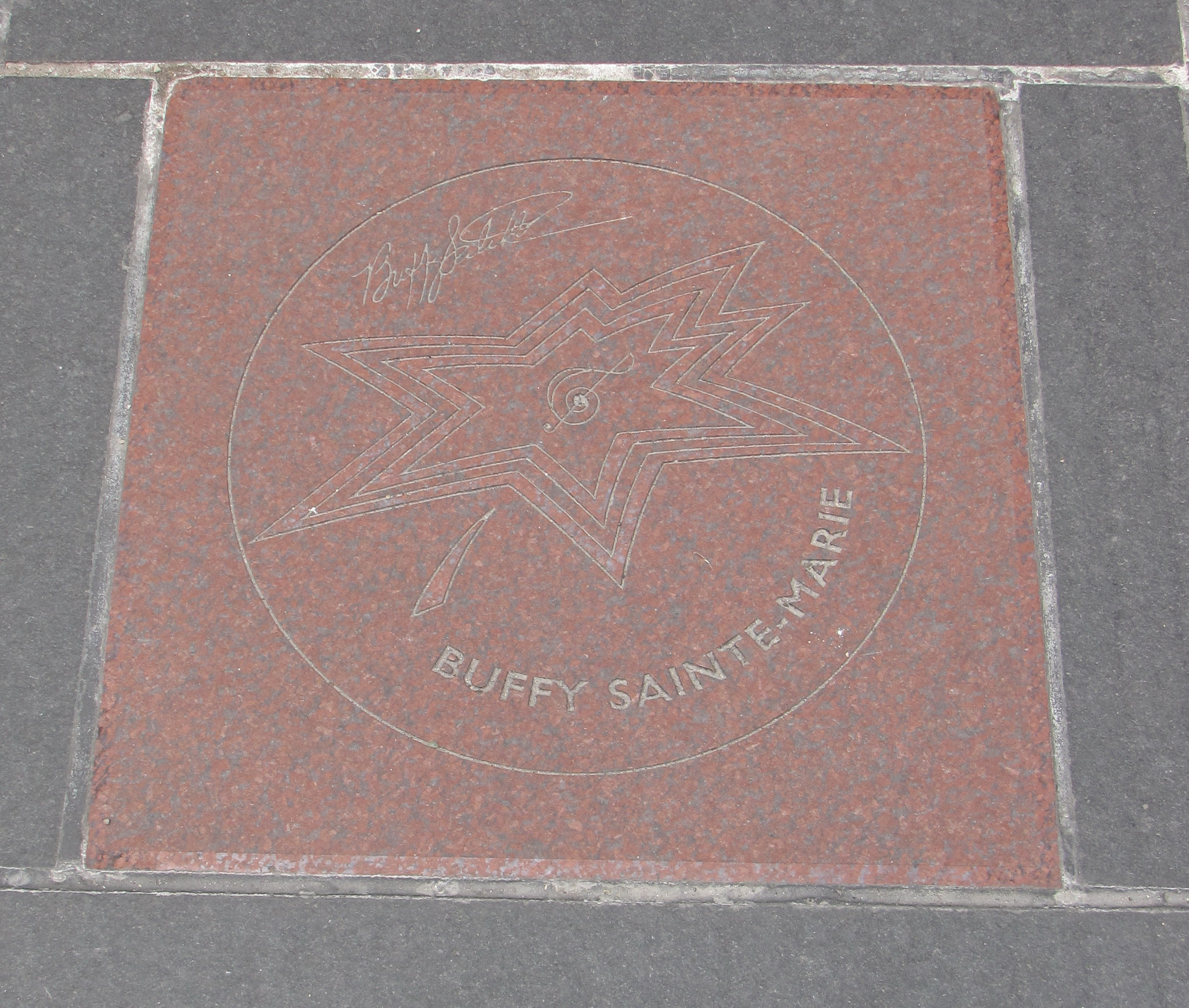
Buffy Sainte-Maries Stern auf dem Canada’s Walk of Fame

### Alben
- 1964: It's My Way!
- 1965: Many a Mile
- 1966: Little Wheel Spin and Spin
- 1967: Fire & Fleet & Candlelight
- 1968: I'm Gonna Be a Country Girl Again
- 1969: Illuminations
- 1971: She Used to Wanna Be a Ballerina
- 1972: Moonshot
- 1973: Quiet Places
- 1974: Buffy
- 1975: Changing Woman
- 1976: Sweet America
- 1992: Coincidence and Likely Stories
- 1996: Up Where We Belong
- 2008: Running for the Drum
- 2015: Power in the Blood
- 2017: Medicine Songs